# L'Ensorceleuse (film, 1938)
Pour les articles homonymes, voir L'Ensorceleuse.
Pour plus de détails, voir Fiche technique et Distribution.

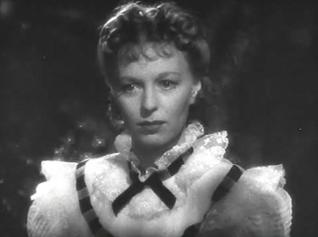
Margaret Sullavan

L'Ensorceleuse (The Shining Hour) est un film américain réalisé par Frank Borzage d'après une pièce de théâtre de Keith Winter, sorti en 1938.

## Synopsis
Olivia, danseuse de night-club lasse de sa vie agitée, épouse un homme de la société davantage pour changer de vie que par amour. Lorsqu'ils emménagent tous deux dans la grande ferme familiale, la situation se complique avec sa belle-famille. La sœur de son mari lui fait sentir son ressentiment tandis que le frère, marié à un amour de jeunesse, s'éprend de la belle danseuse.

## Fiche technique
- Titre : L'Ensorceleuse
- Titre original : The Shining Hour
- Réalisation : Frank Borzage
- Assistant réalisateur : Lew Borzage (non crédité)
- Scénario : Jane Murfin et Ogden Nash d'après la pièce éponyme de Keith Winter
- Direction artistique : Cedric Gibbons
- Photographie : George J. Folsey
- Montage : Frank E. Hull
- Son : Douglas Shearer
- Décors : Cedric Gibbons
- Costumes : Adrian et Dolly Tree (non créditée)
- Musique : Franz Waxman et Clifford Vaughan (non crédité)
- Production : Joseph L. Mankiewicz et Frank Borzage
- Société de production : Metro-Goldwyn-Mayer
- Société de distribution : Loew's Incorporated
- Pays de production :  États-Unis
- Langue : anglais
- Genre : Drame
- Format : Noir et blanc - Son : Mono (Western Electric Sound System)
- Durée : 76 minutes
- Date de sortie :
  - États-Unis : 18 novembre 1938

## Distribution
- Joan Crawford : Olivia Riley Linden
- Melvyn Douglas : Henry Linden
- Robert Young : David Linden
- Margaret Sullavan : Judy Linden
- Fay Bainter : Hannah Linden
- Allyn Joslyn : Roger Q. Franklin
- Hattie McDaniel : Belvedere
- Oscar O'Shea : Charlie Collins
- Frank Albertson : Benny Collins
- Harry Barris : Bertie

Acteurs non crédités
- Charles Coleman : le valet d'Henry
- Jimmy Conlin : L'homme se rasant en avion
- Tony De Marco : Van Stillman, le danseur partenaire d'Olivia
- Sarah Edwards : la présidente de la société de moralité
- Grace Hayle : Mme Briggs
- Frank Puglia : Maurice, le maître-d'hôtel
- E. Alyn Warren : Leonard